# Lee Barnes
Lee Stratford Barnes , född 16 juli 1906 i Salt Lake City, död 28 december 1970 i Oxnard i Kalifornien, var en amerikansk friidrottare.
Barnes blev olympisk mästare i stavhopp vid olympiska sommarspelen 1924 i Paris.